# Gibalna količina
Gibálna količína je fizikalna količina, enaka zmnožku mase in hitrosti točkastega telesa. Pri razsežnem telesu se upošteva hitrost težišča. 
Gibalna količina je naboj Noetherjeve za translacijsko invariantnost. Kot taka lahko imajo gibalno količino tudi polja in druge stvari in ne samo delci. V ukrivljenem prostoru-času, ki ni asimptotično enak prostoru Minkowskega, gibalna količina sploh ni definirana.

## Gibalna količina v klasični mehaniki
V klasični mehaniki je gibalna količina (navadno se jo označuje z G, v angleških virih tudi s p) vektorska količina, enaka produktu mase in hitrosti telesa. V mednarodnem sistemu enot se meri gibalno količino v newton-sekundah, kar se lahko izrazi z osnovnimi enotami: kg·m/s.
Izrek o gibalni količini pove, da je skupni sunek zunanjih sil enak spremembi gibalne količine. Diferencialno obliko tega izreka se lahko zapiše kot:
{\displaystyle {\vec {\mathbf {F} }}={\frac {\mathrm {d} {\vec {\mathbf {G} }}}{\mathrm {d} t}}\!\,.}
Gibalna količina telesa je enaka produktu mase telesa in njegove hitrosti:
{\displaystyle {\vec {\mathbf {G} }}=m{\vec {\mathbf {v} }}\!\,.}
Po analogiji z gibalno količino za premo gibanje je vpeljana tudi vrtilna količina za vrtenje.

## Gibalna količina v relativistični mehaniki
Splošno mnenje je, da morajo biti fizikalni zakoni invariantni na premik. Definicijo gibalne količine je treba zato v posebni teoriji relativnosti nekoliko prilagoditi, da bo ostala invariantna. Zato se definira četverec gibalne količine:
{\displaystyle P^{\mu }=mu^{\mu }\!\,.}
Ali, v komponentah:
{\displaystyle P^{\mu }={\begin{bmatrix}\gamma m_{0}c\\\gamma m_{0}v^{1}\\\gamma m_{0}v^{2}\\\gamma m_{0}v^{3}\end{bmatrix}}}.
Pri tem je {\displaystyle m_{0}} mirovna masa, c hitrost svetlobe, v = (v1, v2,v3) vektor hitrosti, {\displaystyle \gamma } pa relativistični Lorentzev faktor:
{\displaystyle \gamma ={\frac {1}{\sqrt {1-v^{2}/c^{2}}}}\!\,.}
Časovni del četverca gibalne količine se lahko zapiše kot {\displaystyle E/c}, s čimer se je vpeljala polna energija:
{\displaystyle E=m_{0}c^{2}\gamma ={\frac {m_{0}c^{2}}{\sqrt {1-v^{2}/c^{2}}}}\!\,.}
Skalarni produkt tako definiranega četverca je res invarianten:
{\displaystyle g^{\mu \nu }P^{\mu }P^{\nu }=-E^{2}/c^{2}+P^{2}=-m_{0}^{2}c^{2}\!\,.}
Pri tem je {\displaystyle g^{\mu \nu }} metrični tenzor, {\displaystyle P^{2}} pa skalarni produkt krajevnega dela četverca gibalne količine s samim seboj:
{\displaystyle {\vec {\mathbf {P} }}=m_{0}\gamma {\vec {\mathbf {v} }}\!\,.}
Tudi za četverec gibalne količine se lahko zapiše, da je njegov odvod po času enak sili, če se vpelje silo Minkovskega:
{\displaystyle {\mathcal {F}}^{\mu }={\frac {\mathrm {d} P^{\mu }}{\mathrm {d} \tau }}\!\,.}

## Gibalna količina v kvantni mehaniki
V kvantni mehaniki ustreza gibalni količini operator gibalne količine, ki deluje v prostoru valovnih funkcij:
{\displaystyle {\hat {\mathbf {p} }}=-i\hbar {\begin{bmatrix}\partial /\partial x\\\partial /\partial y\\\partial /\partial z\end{bmatrix}}=-i\hbar \nabla }.
Heisenbergovo načelo nedoločenosti podaja omejitev, kako točno se lahko obenem pozna vrednost lege in vrednost hitrosti oz. gibalne količine. To zvezo v matematični obliki podaja nekomutativnost operatorjev gibalne količine in lege:
{\displaystyle [{\hat {p}}_{i},{\hat {x}}_{j}]={\hat {p}}_{i}{\hat {x}}_{j}-{\hat {x}}_{j}{\hat {p}}_{i}=i\hbar \delta _{ij}\!\,.}
Pri tem je {\displaystyle {\hat {p}}_{i}} i-ta komponenta operatorja gibalne količine {\displaystyle {\hat {x}}_{j}} j-ta komponenta operatorja lege, {\displaystyle \hbar } Planckova konstanta, deljena z 2π, δij pa Kroneckerjeva delta.